# Бельських Раїса Олексіївна
Раїса Олексіївна Бельських (нар. 28 квітня 1934, село Березняговка, тепер Усманського району Липецької області, Російська Федерація — 13 липня 2012, село Нова Усмань Новоусманського району Воронезької області Російська Федерація) — радянська діячка, новатор виробництва, керуюча відділення бурякорадгоспу «Михайлівський» Панінського району Воронезької області, директор радгоспу «Ленинский путь» Новоусманського району Воронезької області. Кандидат у члени ЦК КПРС у 1966—1971 роках. Герой Соціалістичної Праці (23.06.1966).

## Життєпис
Народилася в селянській родині.
У 1957 році закінчила агрономічний факультет Воронезького сільськогосподарського інституту.
У 1957—1961 роках — агроном відділення бурякорадгоспу «Михайлівський» Панінського району Воронезької області.
Член КПРС з 1960 року.
У червні 1961—1973 роках — керуюча відділення бурякорадгоспу «Михайлівський» Панінського району Воронезької області.
За успіхи, досягнуті в збільшенні виробництва і заготівель зернових і кормових культур, Указом Президії Верховної Ради СРСР від 23 червня 1966 року Бєльських Раїсі Олексіївні присвоєно звання Героя Соціалістичної Праці з врученням ордена Леніна і золотої медалі «Серп і Молот».
У 1973—1989 роках — директор радгоспу «Ленинский путь» Новоусманського району Воронезької області.
З 1989 року — персональний пенсіонер в селі Нова Усмань Воронезької області. 
Померла 13 липня 2012 року. Похована в селі Нова Усмань.

## Нагороди і звання
- Герой Соціалістичної Праці (23.06.1966)
- два ордени Леніна (23.06.1966, 8.04.1971)
- медаль «За доблесну працю. В ознаменування 100-річчя з дня народження Володимира Ілліча Леніна»
- медаль «Ветеран праці»
- Золота медаль ВДНГ (1967)
- медалі